# Michał Lewicki
Michał Lewicki (ukr. Миха́йло Леви́цький; ur. 16 sierpnia 1774 w Łanczynie, zm. 14 stycznia 1858 w Uniowie) – duchowny katolicki obrządku ukraińskiego, kardynał (kapelusz otrzymał 16 czerwca 1856 w Uniowie). Prymas Galicji i Lodomerii.

## Życiorys
Urodził się w rodzinie księdza proboszcza greckokatolickiego Stefana Lewickiego herbu Rogala.
Ukończył teologię we Lwowie, wyświęcony w 1798. W 1808 został proboszczem parafii katedralnej. 20 września 1813 został mianowany biskupem Przemyśla obrządku ukraińskiego, 8 marca 1816 został podniesiony do rangi metropolity Lwowa, Halicza i Krzemieńca. W 1848 cesarz Franciszek Józef I nadał mu tytuł prymasa Galicji i Lodomerii. 16 czerwca 1856 został przez papieża Piusa IX mianowany kardynałem prezbiterem.
W 1843 metropolita zaproponował władzom austriackim użycie terminów urzędowych „Rutenische Sprache” i „Rutenische Nation”, co rozpatrzono pozytywnie. On również był pomysłodawcą nazwy „Rusin” (Ruthenen) na określenie galicyjskich Ukraińców.
Funkcję przejął po administratorze metropolii Mychajle Harasewyczu. Ostatnie lata spędził w Uniowie, rządy metropolii sprawował biskup sufragan Grzegorz Jachimowicz. Jego następcą na stolicy metropolitalnej lwowskiej obrządku ukraińskiego był Josyf Sembratowycz.
Został pochowany w Uniowie.